# 129 v.Chr.
Het jaar 129 v.Chr. is een jaartal in de 2e eeuw v.Chr. volgens de christelijke jaartelling.

## Gebeurtenissen

### Italië
- Gaius Sempronius Tuditanus en Manius Aquillius zijn consul in het Imperium Romanum.
- Publius Cornelius Scipio Aemilianus Africanus, de held van Carthago, wordt door zijn politieke tegenstanders in de Senaat vermoord.
- De Romeinen onderwerpen de Keltische stam de Lapyden in Illyrië.

### Egypte
- Ptolemaeus VIII Euergetes laat zijn zoon Ptolemaeus Memphitis vermoorden en stuurt het verminkte lichaam naar Cleopatra II.

### Midden-Oosten
- Antiochus VII Euergetes Sidetes wordt in de Slag bij Ecbatana, door het Parthische leger onder Phraates II verslagen. Hij wordt in een hinderlaag gelokt en pleegt in gevangenschap zelfmoord, de Parthen nemen zijn zoon Seleucus gevangen.
- Demetrius II Nicator (129 - 125 v.Chr.) wordt in Parthië, na 12-jarige gevangenschap vrijgelaten en bestijgt de troon van het Seleucidenrijk.
- De Hasmonese koning Johannes Hyrkanus verovert Idumea. Daarbij dwingt hij de niet-Joodse bevolking van Idumea zich te laten besnijden en toe te treden tot het Jodendom.
- Pergamon wordt met inbegrip van Hiërapolis in Frygië, als Romeinse provincie Asia ingelijfd bij de Romeinse Republiek. Eumenes III, wordt als krijgsgevangene afgevoerd naar Rome en in het openbaar geëxecuteerd door wurging.

### China
- Keizer Han Wudi voert aan de noordgrens met het Chinese leger een veldtocht tegen de plunderende Xiongnu-nomaden.

## Geboren
- Ptolemaeus X Alexander (~129 v.Chr. - ~88 v.Chr.), farao van Egypte

## Overleden
- Antiochus VII Euergetes Sidetes (~164 v.Chr. - ~129 v.Chr.), koning van het Seleucidenrijk (35)
- Eumenes III, laatste koning van Pergamon
- Publius Cornelius Scipio Aemilianus Africanus (~185 v.Chr. - ~129 v.Chr.), Romeins consul en veldheer (56)